# Black & Blue
«Black & Blue» (англ. Чорний і синій) — четвертий студійний альбом гурту Backstreet Boys. З 13 композицій альбому 2 були написані самими учасниками групи, а 6 пісень у співавторстві з ними. «Black & Blue» був розпроданий по всьому світу в кількості 5 млн екземплярів у перший тиждень продажів, але залишався на вершині хіт-парадів тільки 2 тижні. Загалом обсяг продажів альбому склав 24 млн екземпляри. Диск отримав статус платинового більш ніж в 30 країнах, і золотий статус в десяти. Перший сингл з альбому, «Shape of my heart» опинився в перший тиждень продажів на першому місці в хіт-парадах Австрії, Голландії, Німеччини, Канади, Норвегії, Швейцарії, Швеції.
Ідею назви альбому подав Браян Літтрелл під час фотозйомки в Лос-Анджелесі, де учасники групи були одягнені в чорне на синьому тлі. На підтримку альбому було вирішено відправитися в тур «Навколо світу за 100 годин» — Backstreet Boys дали концерти в таких країнах як Швеція, Японія, Австралія, ПАР, Бразилія та США. 55 годин були витрачені на подорожі, 45 — на виступи.

## Список творів
1. «The Call (Album Version)»
2. "Shape Of My Heart "
3. "Get Another Boyfriend "
4. «Shining Star»
5. «I Promise You (With Everything I Am)»
6. «The Answer To Our Life»
7. «Everyone»
8. «More Than That»
9. «Time»
10. «Not For Me»
11. «Yes I Will»
12. «It's True»
13. «How Did I Fall In Love With You»

## Хит паради
| Країна              | Найвища позиція |
| ------------------- | --------------- |
| США (Billboard 200) | 1               |
| Швейцарія           | 1               |
| Австрія             | 3               |
| Нідерланди          | 2               |
| Бельгія             | 11              |
| Швеція              | 3               |
| Фінляндія           | 2               |
| Норвегія            | 5               |
| Данія               | 15              |
| Італія              | 6               |
| Австралія           | 2               |
| Нова Зеландія       | 10              |